# كفر الشرفا الغربي (القليوبية)
كفر الشرفا الغربي إحدى قرى مركز القناطر الخيرية التابع لمحافظة القليوبية بجمهورية مصر العربية.

## التاريخ
قرية كفر الشرفا الغربي أصلها من توابع قرية زفيتة شلقان، حيث فُصلت عنها في سنة 1228هـ/1813م تحت اسم كفر الشرفا، ثم صدر قرار في سنة 1915م بتسميتها كفر الشرفا الغربي تمييزًا لها عن قرية كفر الشرفا التابعة لمركز شبين القناطر.

## السكان
بلغ عدد سكان كفر الشرفا الغربي 12,209 نسمة، حسب الإحصاء الرسمي لعام 2006.